# Лебяжьи озёра
Озёра Лебя́жьи (тат. Аккош күлләре) — система озёр, расположенная в лесопарковой зоне, в западной части Кировского района города Казань.
Разделяется на четыре самостоятельных водоёма — Малое, Большое, Светлое, Сухое Лебяжье, соединяющихся между собой узкими протоками. Озера мелководные, средняя глубина — 1,1 м, максимальная — 3,9 м. Уникальная особенность системы озер заключается в том, что расположено выше уровня подземных вод и не имеет подпитки от них. Площадь зеркала воды — 2,6 км². Высота  зеркала воды над уровнем моря — 69,3 м.
После возникновения Юдинского Карьера, уровень которого находится на 10 метров ниже Лебяжьего, а также реконструкции Горьковского шоссе, при которой был перекрыт сток в озеро с большей части его бассейна в начале 2000-х, система озёр стала пересыхать, дно озер стало зарастать лесом.
23 сентября 2008 года была запущена насосная станция, наполняющая озеро Малое Лебяжье водой из артезианской скважины. При этом сток Малого Лебяжьего в сток Большого Лебяжьего был перекрыт плотиной. После этого пересыхание Малого Лебяжьего, являющегося основной рекреационной зоной лесопарка, прекратилось, а остальных озёр системы — продолжилось.
20 апреля 2017 года началась экологическая реабилитация системы озёр Лебяжье. На озёрах Светлое и Большое Лебяжье проведены дноуглубительные работы, их глубина увеличена до 4 метров, при этом было извлечено более 900 тыс. тонн песчаного грунта, реконструирована дамба между Малым и Большим. Дно озёр было выстелено бентонитовой гидроизоляцией и геотекстилём. На озере Сухое Лебяжье работы не проводились, выросшие на его дне деревья оставлены.
Наполнение системы озёр производится из Юдинского карьера через трубопровод. Запланированная площадь водной поверхности составляет 28 гектаров. На берегу озёр Большое и Малое строятся пляжные зоны.
В советское время в районе озёр существовали пионерлагеря «Полёт» вертолётного завода, «Швейник» ТПШО (позже «Диона»), «Пламя» завода «Серп и Молот», «Чайка» завода медаппаратуры, «Огонёк» завода «Сантехприбор», «Ровесник» льнокомбината, «Экран» ПО «Тасма».